# Vinterriket
Vinterriket - to jednoosobowy projekt muzyczny, stworzony w 1996 przez niemieckiego muzyka Christopha Zieglera. Nazwa oznacza w języku norwerskim "Władanie Zimy". Tematyka utworów Vinterriket to przyroda i natura, a także mity germańskie.

## Historia
Vinterriket powołany został do życia w 1996. Początkowo tworzył muzykę z gatunku black metal oraz ambient. Najnowsze nagrania Vinterriket to wyłącznie ambient. Vinterriket brało udział w nagraniu wielu splitów oraz tribute albumów m.in. dla polskiego zespołu Graveland.

## Dyskografia

### Płyty
- ...und die Nacht kam schweren Schrittes (2002)
- Winterschatten (2003)
- Landschaften ewiger Einsamkeit (2004)
- Der letzte Winter - Der Ewigkeit entgegen (2005)
- Lichtschleier (2006)
- Gebirgshöhenstille (2008)
- Horizontmelancholie (2009)
- Garðarshólmur (2012)

### Splity
- 2002: Vinterriket / Northaunt
- 2002: Vinterriket / Manifesto
- 2002: Vinterriket / Orodruin
- 2002: Vinterriket / Fjelltrone
- 2002: Vinterriket / Veiled Allusions
- 2003: Vinterriket / Paysage D'hiver
- 2004: Vinterriket / Northaunt
- 2005: Vinterriket / Uruk-hai
- 2005: Vinterriket / Northaunt
- 2005: AEP & Vinterriket

### Minialbumy
- 2001: Det Svake Lys
- 2002: Herbstnebel
- 2002: Kaelte
- 2003: Aura
- 2003: Von Eiskristallen...und dem ewigen Chaos
- 2004: Im Ambivalenten Zwielicht Der Dunkelheit

### Inne
- 2005: 7-Zoll-Kollektion 2000-2002 (kompilacja nagrań z minialbumów)
- 2007: Kaelte, Schnee und Eis - Rekapitulation der Winterszeit (kompilacja)
- 2007: Kontemplative Antagonismen des Augenblicks (DVD)